# Elsa Brändström
Elsa Brändström  (26. ožujka 1888. -  4. ožujka 1948.) je švedska medicinska sestra i čovjekoljupkinja. Poznata je širom svijeta kao "Anđeo Sibira" (njemački: Engel von Sibirien).
Elsa Brändström je rođena 1888. godine u Sankt-Peterburgu, kao kći vojnog atašea u veleposlanstvu Švedske, Edvarda Brändströma i Anne Eschelsson. Godine 1891., kada je Elsa imala tri godine obitelj se vratila u Švedsku. Godine 1906., Edvard Brändström se ponovo vratio u Sankt-Peterburg.
Elsa je djetinjstvo provela u Linköpingu u Švedskoj. Od 1906. do 1908. godine, studirala je na Visokoj učiteljskoj školi u Stockholmu, ali se vratila u Sankt-Peterburg 1908. Majka joj je umrla 1913. Elsa je u Sankt-Peterburgu tokom Prvog svjetskog rata volontirala kao medicinska sestra u ruskoj vojsci.
Godine 1915. otišla je u Sibir, zajedno sa svojim prijateljem i pomagačem Ethelom von Heidenstamom da u ime švedskog Crvenog križa, uvede osnovni medicinski tretman za njemačke i austrijske ratne zarobljenike, koji su liječeni barbarski od strane Rusa. 80% ratnih zarobljenika umrlo je od hladnoće, gladi i bolesti. Zbog svog rada u Sibiru dobila je nadimak "Anđeo Sibira". 
Nakon rata u Njemačkoj je radila u rehabilitacijskom sanatoriju za njemačke vojnike. Kupila je mlin pod nazivom "Schreibermühle" u blizu Lychena (Uckermark) i koristila ga je za resocijalizaciju bivših ratnih zarobljenika. U siječnju 1924. je osnovala dječji dom "Neusorge" (Mittweida) koji je imao mjesta za više od 200 siročadi i djece u potrebi. Godine 1929. otputovala je u Rusiju i u istoj godini udala se za Heinricha Gottloba Roberta Ulicha, njemačkog profesora pedagogije. Nakon toga s njim se preselila u Dresden, gdje je 3. siječnja 1932., rodila kći Brittu.
Godine 1933., Robert Ulich prihvatio je posao predavača na Sveučilištu Harvard, zbog čega se obitelj preselila u SAD. Tamo je Elsa dala potporu novopridošlim njemačkim i austrijskim izbjeglicama. Umrla je 1948. godine od raka kostiju. Kći Britta je ostala u SAD-u, a suprug Robert se vratio u Njemačku, gdje je i umro 1977. godine u Stuttgartu. U Njemačkoj i Austriji, mnoge ulice, škole i ustanove nose njezino ime.

## Vanjske poveznice
- Osmrtnica u novinama Die Zeit 1948. godine
- Katalog Njemačke Nacionalne knjižnice